# Biostar
Biostar Microtech International Corp. (hay BIOSTAR) (tiếng Trung:映泰股份有限公司, pinyin: Yìngtài Gǔfèn Yǒuxiàn Gōngsī) là một nhà sản xuất bo mạch chủ máy tính có trụ sở ở Đài Loan, chuyên thiết kế và sản xuất các sản phẩm phần cứng máy tính như bo mạch chủ, card đồ họa, thẻ mở rộng, hệ thống tản nhiệt, tai nghe, điều khiển từ xa, máy tính để bàn, máy tính đồng bộ, system-on-chip solutions và máy tính công nghiệp.
Biostar đạt danh hiệu "Top 20 thương hiệu Đài Loan toàn cầu" tháng 10/2008 với giá trị thương hiệu ước tính 46 triệu USD. Biostar được niêm yết trên thị trường chứng khoán Đài Loan với mã chứng khoán là TWSE: 2399.
Biostar chiếm vị trí quan trọng trong thị trường card màn hình chơi game giá rẻ tại Đông Nam Á, Bắc Mỹ cũng như thị trường Trung Quốc.

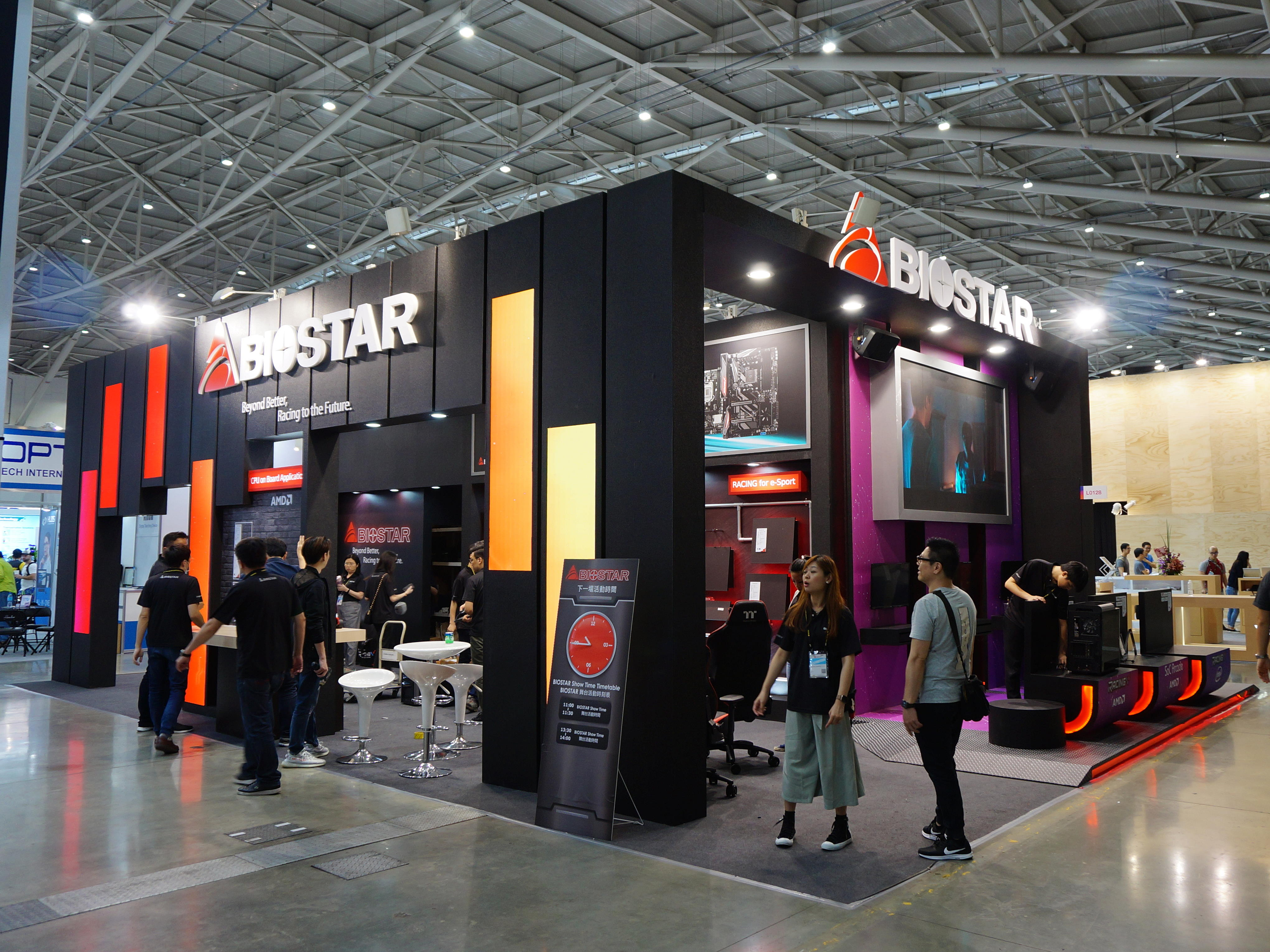
Gian triển lãm của Biostar tại Computex Đài Loan 2019

## Trụ sở
Biostar có trụ sở chính ở Tân Bắc, Đài Loan. Biostar còn có văn phòng đại diện tại 5 khu vực khác trên thế giới.

## Lịch sử
Công ty được thành lập vào năm 1986. Năm 1999 Biostar đã được niêm yết trên thị trường chứng khoán Đài Loan và được chứng nhận tiêu chuẩn ISO 9001.
Vào ngày 1 tháng 8 năm 2004, Biostar tuyên bố họ sẽ trở thành đối tác của NVIDIA (nhà thiết kế nhân đồ họa GPU số một thế giới) về các giải pháp đồ họa.
Biostar là nhà sản xuất đầu tiên ra mắt bo mạch chủ với mạng LAN không dây tích hợp vào tháng 5 năm 2003.
Biostar đã giới thiệu bo mạch chủ AM2 / AM2 + đầu tiên trên thế giới vào tháng 6 năm 2007, có thể sử dụng bộ xử lý AMD.
Biostar lọt vào Top 20 thương hiệu toàn cầu Đài Loan năm 2008 do Hội đồng phát triển thương mại đối ngoại Đài Loan (TAITRA) thực hiện với giá trị thương hiệu ước tính là 46 triệu USD.
Biostar cũng là nhà sản xuất đầu tiên trên thế giới tung ra bo mạch chủ có tích hợp cổng USB 3.1 vào tháng 2 năm 2015, mang tên Gaming Z97X, dựa trên chipset Z97 của Intel.
Biostar là hãng đầu tiên cho phép người dùng ép xung (overclocking) GPU nhằm tăng hiệu năng của card đồ họa trên dòng sản phẩm "V-Ranger". Mainboard của Biostar đặc biệt là dòng T-Power và T-Series nổi tiếng về khả năng ép xung cao và đã đạt kỷ lục thế giới về ép xung ở yếu tố FSB (FrontSideBus).
Dòng card màn hình của Biostar chuyên dụng cho người sử dụng 2 màn hình hoặc 4 màn hình cùng lúc được thiết kế với nhỏ gọn, phong cách, và không quạt tản nhiệt, hỗ trợ 4 màn hình HD hoặc hai màn hình độ phân giải siêu cao. Công nghệ card đồ hoạ NITRO cũng được áp dụng vào một số dòng card màn hình cao cấp của BioStar, hỗ trợ đầy đủ DirectX 12, True Audio, AMD FreeSync, và Ultra HD, giúp cho nó trở thành một trong những card đồ họa mạnh nhất và đáng tin cậy trên thị trường với giá thành rất rẻ.